# یورودنس

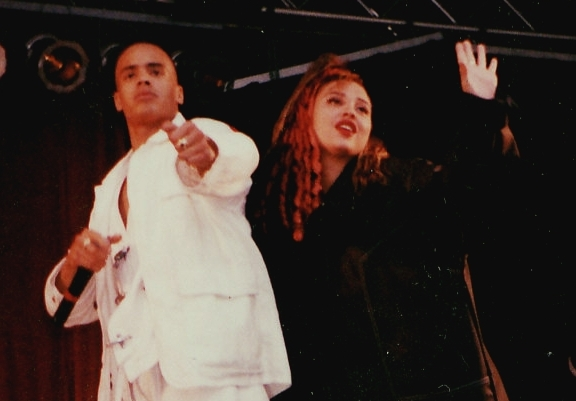
تصویری از رقص یورودنس

یورودنس (به انگلیسی: Eurodance) که با نام‌های یوروهاوس، یوروتکنو، یورو-ان‌آرجی و هندز آپ هم در اروپا شناخته می‌شود، یکی از سبک‌های موسیقی رقص الکترونیکی است که از اواخر دهه ۸۰ میلادی یا اوایل دهه ۹۰ میلادی در اروپا شکل گرفت.